# Kerman (tỉnh)
Tỉnh Kerman (tiếng Ba Tư: استان کرمان, Ostān-e Kerman) là một trong 31 tỉnh nằm ở đông nam của Iran. Tỉnh lỵ đóng ở Kerman. Tỉnh có diện tích 180.726  km² là tỉnh rộng thứ nhì Iran, dân số năm 2006 là 2,65 người, mật độ dân số người/ km². Tỉnh có huyện. Tỉnh có huyện. Các thị trấn chính của tỉnh Kerman là: Baft, Bardsir, Bam, Jiroft, joupar, Rafsanjan, Zarand, Sirjan, Shahr-e-Babak, Kerman, Mahan, Rayen, Kahnuj, Ghale-Ganj, Manujan, Roodbar-e-Jonob, Anbar Abad, và Ravar.
Trong năm 1996, 52,9% dân số tỉnh Kerman sống ở khu vực thành thị và 46% trong khu vực lân cận nông thôn, 1.1% còn lại không phải dân cư trú. Thành phố Kerman (dân số: 400.000) chiếm khoảng 80% dân số đô thị, là thành phố phát triển nhất và lớn nhất của tỉnh.